# Serge Gnabry
Serge David Gnabry (Stuttgart, 14 de juliol de 1995) és un futbolista alemany. Juga en la posició de davanter i des de 2018 milita al FC Bayern de Múnic de la Bundesliga d'Alemanya. També és internacional amb la selecció alemanya de futbol.

## Trajectòria

### Inicis
Gnabry va néixer a Stuttgart, Baden-Württemberg el 1995, de pare ivorià i mare alemanya. En la seva joventut, Gnabry es va destapar com un talentós velocista però va decidir triar futbol abans que atletisme.

### Clubs
Gnabry es va formar en les categories juvenils del T. S. V. Weissach i el T. S. F. Ditzingen. El 2005 va fitxar pel VfB Stuttgart i, cinc anys després, va ser venut a l'Arsenal FC En traspàs, taxat en cent mil euros, es va dur a terme el 2011. Gnabry va arribar al club als setze anys, però no va jugar en aquesta categoria i va passar directament a la sub-18, dirigida per Steve Bould. Aquell any va marcar sis gols, per la qual cosa va ser ascendit al filial, on va disputar sis partits i va marcar dos gols. La següent temporada va ser convocat amb el primer equip per jugar un amistós de pretemporada davant l'FC Colònia, en què va entrar al camp en el segon temps. El seu debut es va produir el 26 de setembre davant el Coventry City FC per la Copa de la Lliga. Va realitzar el seu debut en la lliga el 20 d'octubre, en una derrota per 1-0 enfront del Norwich City FC, i es va convertir en el tercer jugador més jove a debutar amb l'Arsenal en la Premier League, per darrere de Jack Wilshere i Cesc Fàbregas. Quatre dies després, va jugar el seu primer partit en la Lliga de Campions de la UEFA, en una derrota per 2:0 davant el Schalke 04.
És el segon jugador més jove del club a debutar tant en la Premier League com en la Lliga de Campions, només superat per Jack Wilshere. El seu primer gol el va marcar el 28 de setembre de 2013, en una victòria per 2-1 sobre el Swansea City en partit de lliga. Un mes després, va estendre el seu contracte amb la institució. A la fi va perdre la confiança de l'entrenador Arsène Wenger, i en la temporada 2015-16 va ser cedit al West Bromwich Albion, on no va tenir bon rendiment. El 31 d'agost de 2016 va ser transferit al Werder Bremen per aproximadament sis milions d'euros. A diferència de l'equip, Gnabry va tenir bones actuacions en la temporada. Després d'això, va ser comprat pel FC Bayern de Múnic a canvi de vuit milions d'euros, però va ser cedit al TSG 1899 Hoffenheim per aconseguir més minuts. Després d'una temporada, va tornar i va renovar per tres anys amb el Bayern de Múnic.

### Internacional
Gnabry ha estat internacional amb la selecció alemanya en les divisions sub-16, sub-17, sub-18, sub-19, sub-20 i sub-21, i en totes elles va jugar un total de quaranta-cinc partits i va marcar vint gols. El 2015 va jugar l'Eurocopa Sub-21 de República Txeca. El 2016 va participar en els Jocs Olímpics de Rio de Janeiro, on va obtenir la medalla de plata després de perdre la final amb el Brasil en tanda de penals. Amb sis gols en la mateixa quantitat de partits, va ser el màxim golejador juntament amb Nils Petersen. L'11 de novembre de 2016 va realitzar el seu debut amb la selecció absoluta en un partit per la classificació mundialista contra San Marino; va fer tres gols, per la qual cosa es va convertir en el segon alemany a marcar un hat trick en el seu debut internacional, després de Dieter Müller. Va guanyar l'Eurocopa Sub-21 de 2017, en la qual va disputar sis partits i va marcar una vegada. El 9 d'octubre de 2019, en un empat a dos gols amb l'Argentina, va arribar als deu gols en onze partits, per la qual cosa va superar la marca de Miroslav Klose. El 19 de novembre, li va fer un triplet a Irlanda del Nord i va concloure el seu rendiment en la classificació europea amb vuit gols en set partits.

## Palmarès
FC Bayern München
- 1 Campionat del Món: 2020
- 1 Lliga de Campions de la UEFA: 2019-20
- 1 Supercopa d'Europa: 2020
- 5 Lligues alemanyes: 2018-19, 2019-20, 2020-21, 2021-22, 2022-23
- 2 Copes alemanyes: 2018-19, 2019-20
- 3 Supercopes alemanyes: 2020, 2021, 2022

Selecció alemanya
- 1 Campionat d'Europa sub-21: 2017
- 1 Medalla d'argent als Jocs Olímpics d'Estiu: 2016